# 聖彼得堡電視塔
聖彼得堡電視塔（俄语：NСанкт-Петербург Телевизионная башня）是一座位於俄羅斯聖彼得堡的鋼格電視塔。該塔約326公尺。作為蘇聯第一座專用電視塔，聖彼得堡電視塔曾用於傳輸整個聯邦城市的調頻/電視廣播。

## 沿革
聖彼得堡電視塔的建設始於1962年。在同年完工後，該塔被認為是為蘇聯服務的第一座專用電視塔，從那時起就開始傳輸FM/TV廣播。目前電視塔位於聖彼得堡市中心的帕夫洛娃院士三街附近，在電視塔附近設有著名的公園和幾個堤壩。此外，距離塔樓最近的地鐵站是彼得格勒站。

## 建築結構
聖彼得堡電視塔是一座由鋼製成的桁架塔，因此被視為世界上堅固的塔之一。作為一座多用處功能的設施，電視塔在191公尺（627英尺）處設有一個觀景台，能夠遙望聖彼得堡的都市景觀，此外塔身在310公尺（1,017 英尺）畜的高度，裝設能夠以傳輸信號所需的天線。
在2011年6月安裝新天線後，聖彼得堡電視塔達到了326公尺（1,070英尺）的高度。
就高度記錄而言，聖彼得堡電視塔被認為是僅次於奧斯坦金諾塔的俄羅斯第二高塔，也是俄羅斯最高的鋼格塔此外，聖彼得堡電視塔也是世界第十一高的鋼格塔，第二高的電視塔。 

## 圖片

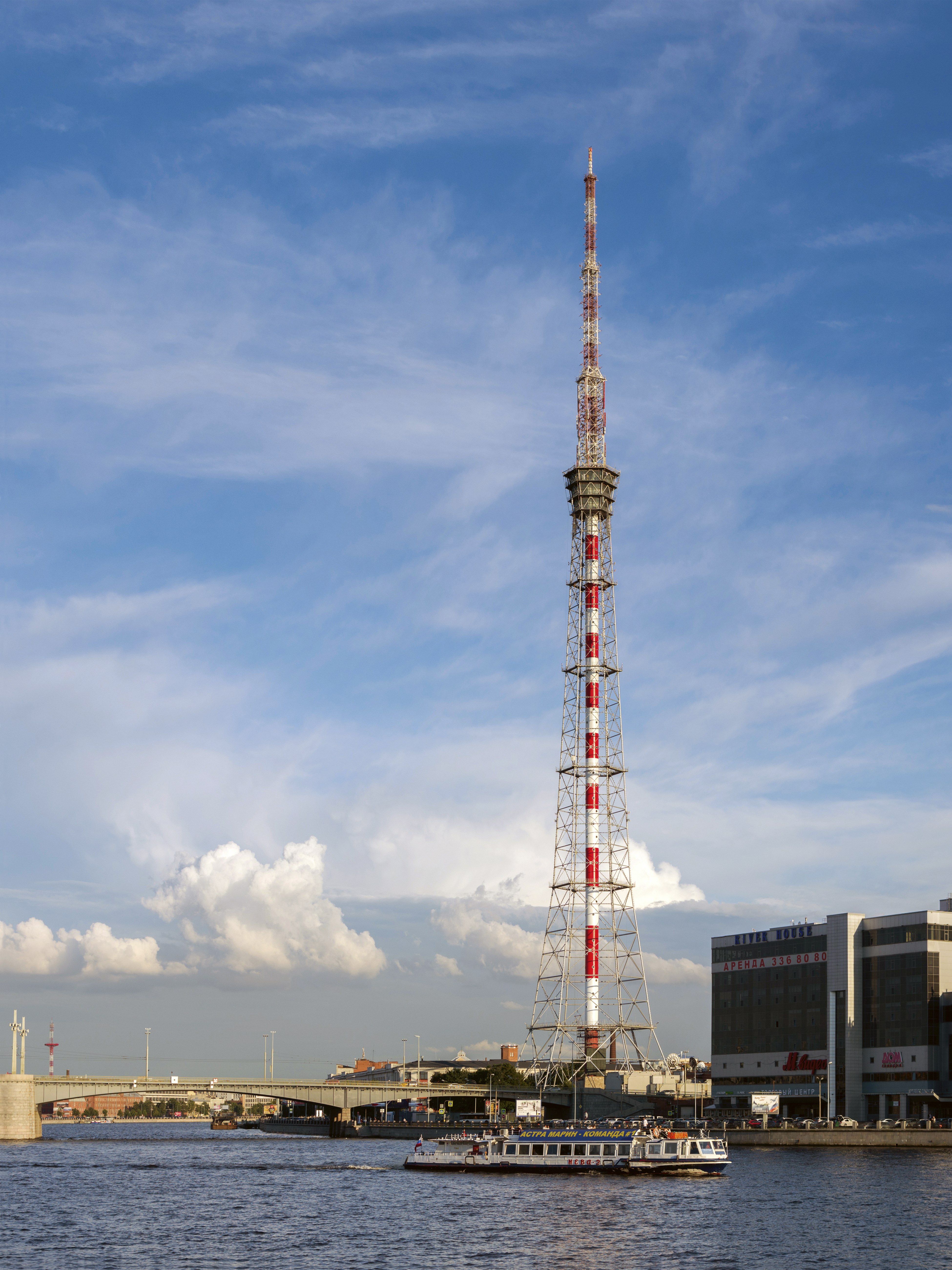
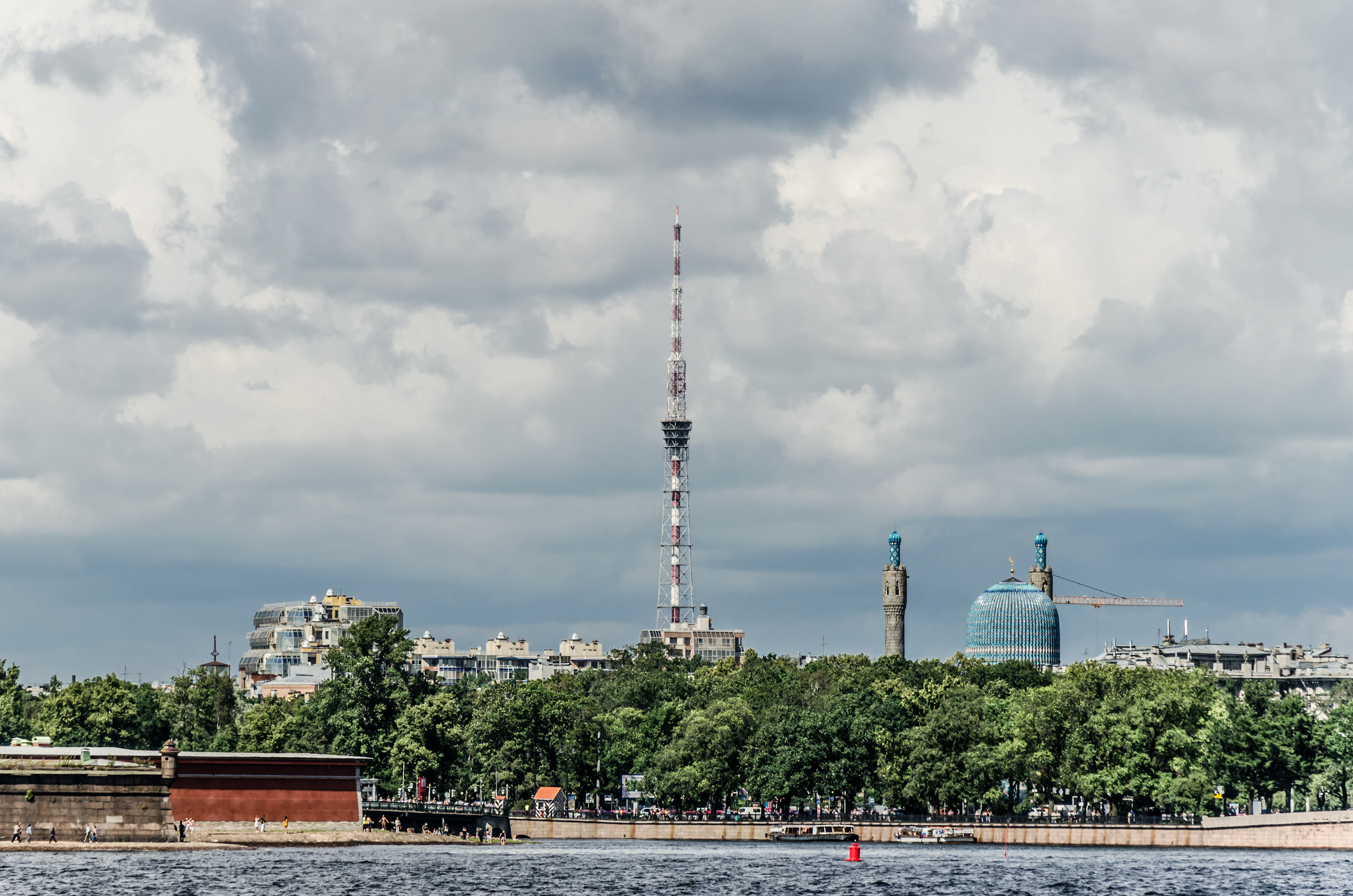
從宫廷滨河路看見的聖彼得堡電視塔
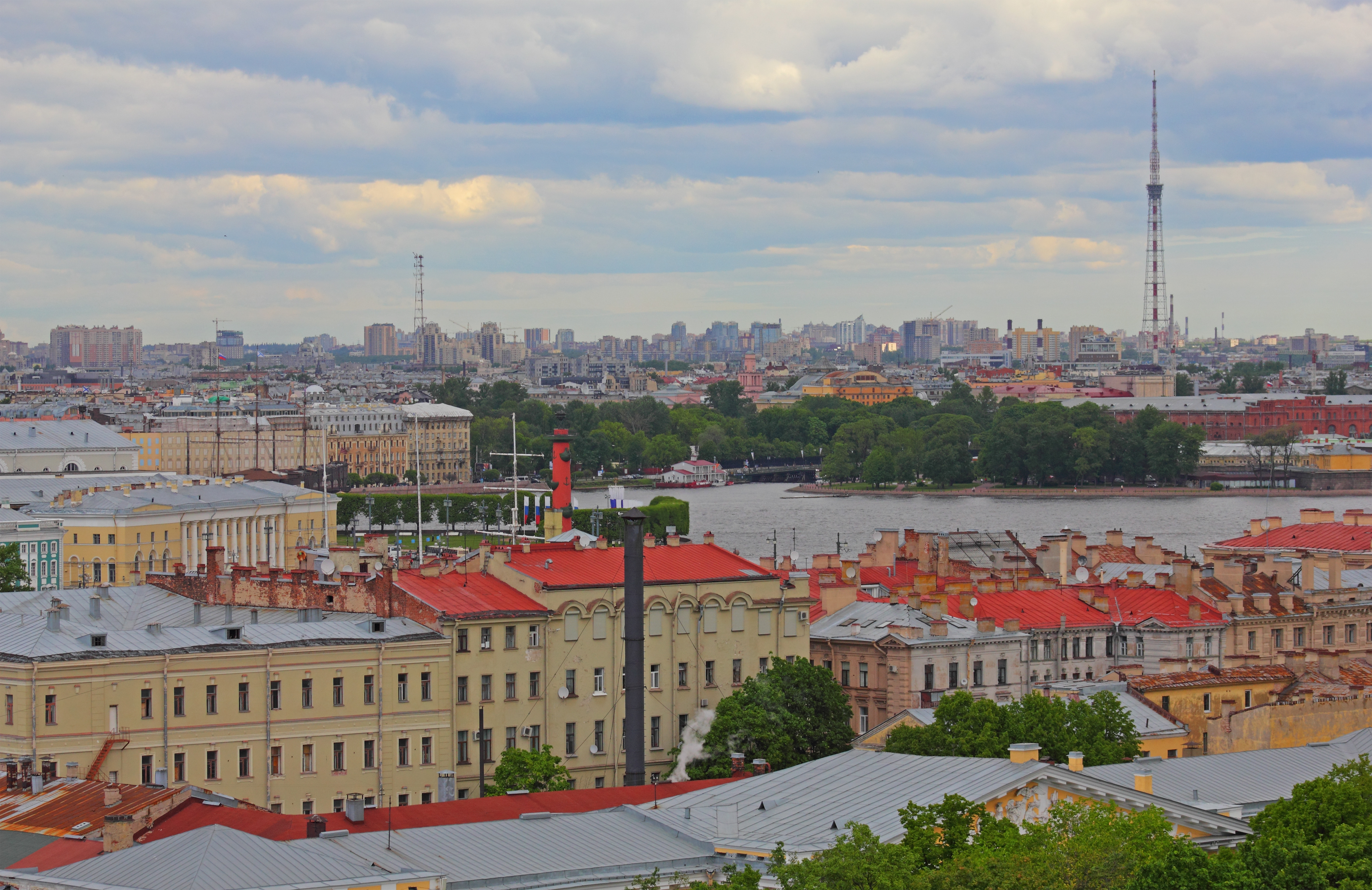
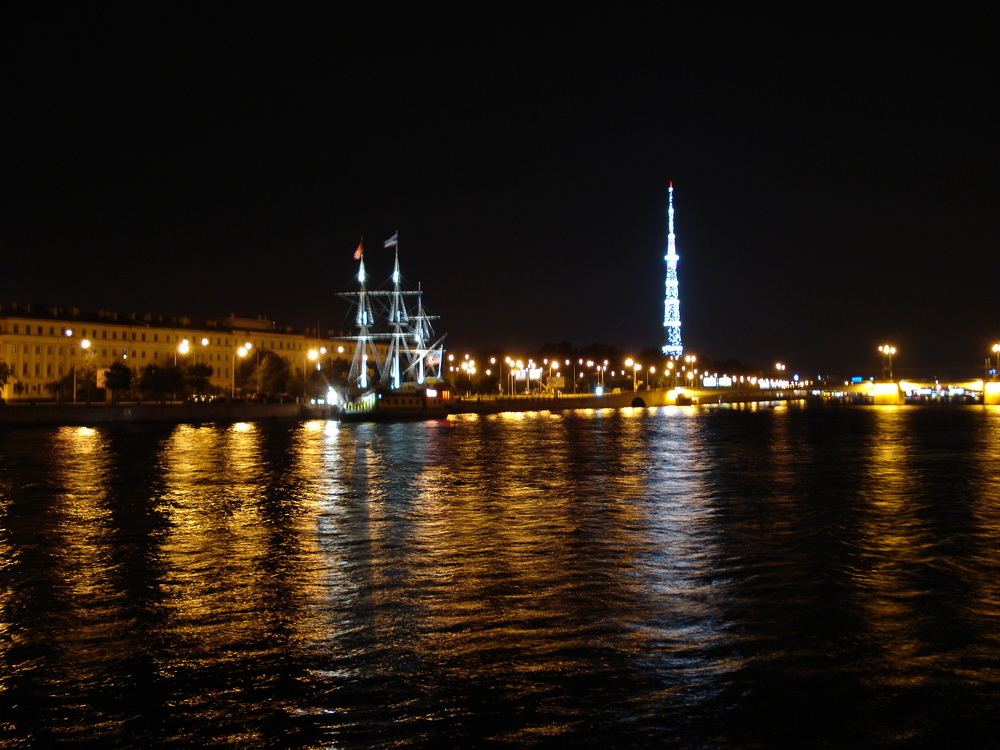
晚上的聖彼得堡電視塔
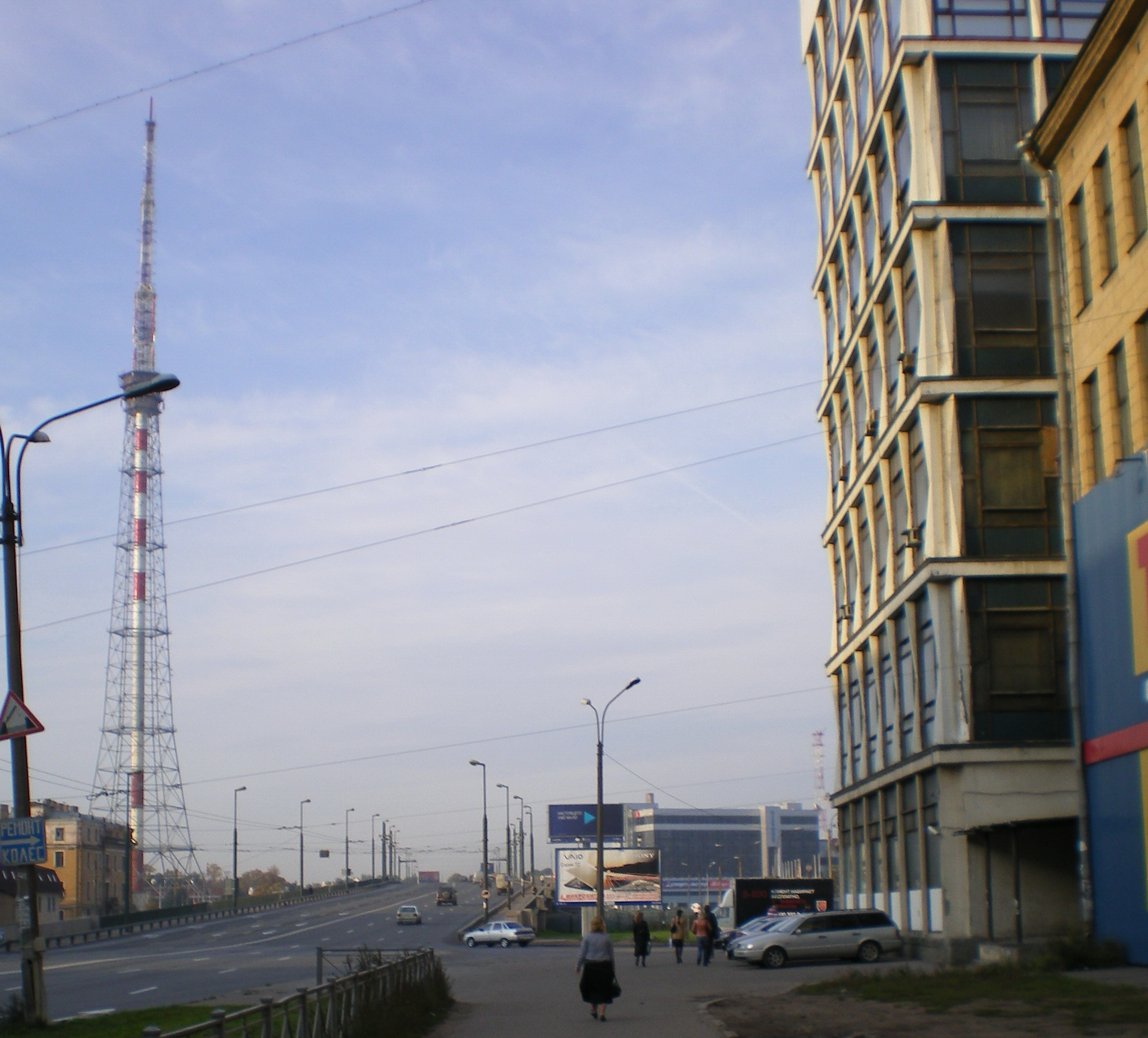
聖彼得堡電視塔（左）和橋樑（中）與幾棟高層公寓
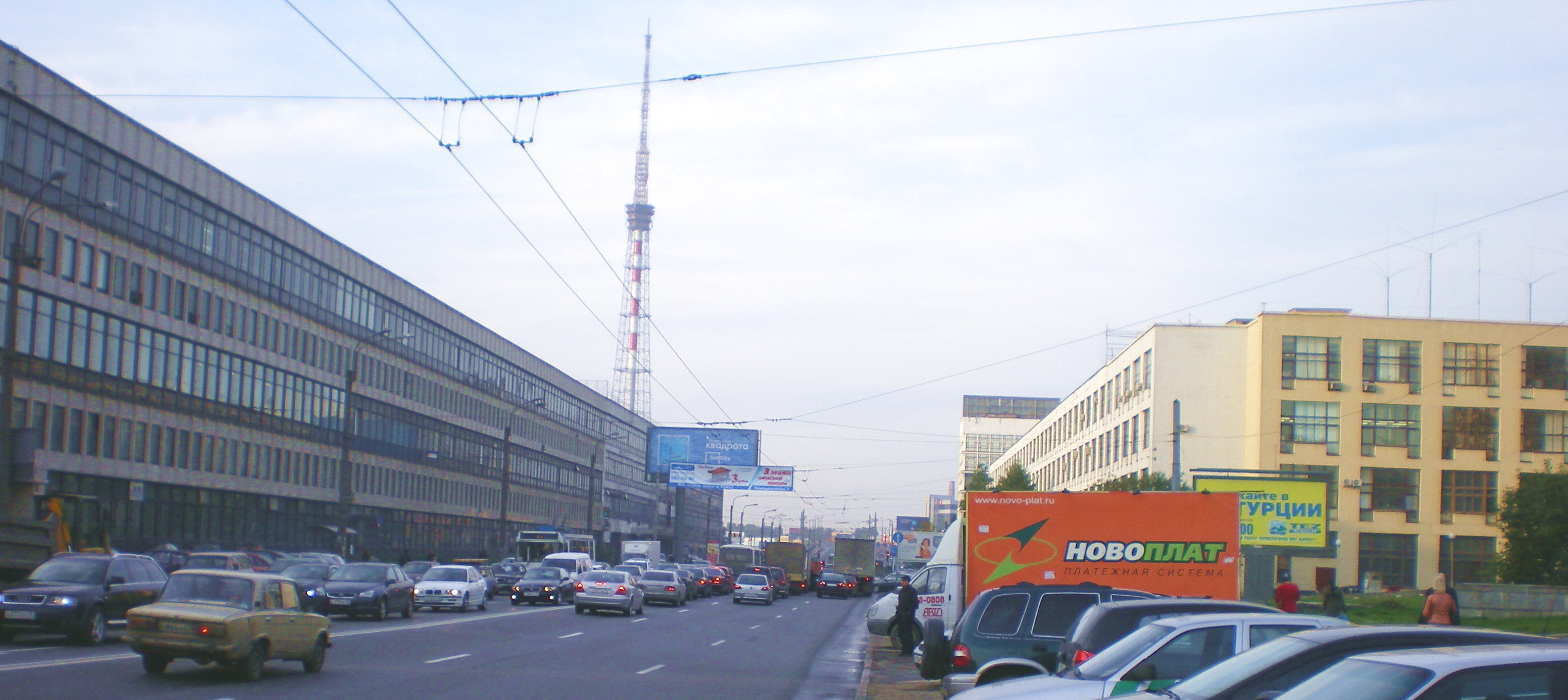

## 外部連結
- Structurae数据库中Saint Petersburg TV Tower的数据

- St. Petersburg TV Tower | Buildings | EMPORIS
- Saint Petersburg TV Tower - Virtual GlobeTrotting （页面存档备份，存于）